# Kombrig
Kombrig (tiếng Nga: комбриг) là từ viết tắt của thuật ngữ Chỉ huy cấp lữ đoàn (tiếng Nga: командир бригады, đã Latinh hoá: komandir brigady) hay Lữ đoàn trưởng; là một cấp bậc quân sự trong Lực lượng Vũ trang Liên Xô từ năm 1935 đến năm 1940. Cấp bậc này được dùng để chỉ định cho các quân nhân được bổ nhiệm vị trí chỉ huy một đội hình cỡ lữ đoàn (X).

## Lịch sử
Cấp bậc đặc biệt này đã được Ban Chấp hành Trung ương Liên Xô và Hội đồng Dân ủy đưa ra từ ngày 22 tháng 9 năm 1935. Đây là cấp bậc quân sự cao thứ sáu trong Hồng quân, tương đương với cấp bậc Chính ủy Lữ đoàn (ru: бригадный комиссар) của cán bộ chính trị quân đội, Hạm trưởng bậc 1 (ru: капита́н 1-го ранга) trong hải quân, hoặc Thanh tra An ninh nhà nước (ru: майор государственной безопасности) trong lực lượng nội vụ. Đến năm 1940, trong đợt cải tổ cấp bậc quân sự, hệ thống cấp bậc tướng lĩnh được tái sử dụng. Hầu hết quân nhân giữ cấp bậc Kombrig được đồng hóa sang cấp bậc Thiếu tướng.
Tuy nhiên, ngay cả khi Chiến tranh Vệ quốc vĩ đại bắt đầu, vẫn có những chỉ huy mang cấp bậc Kombrig. Điều này là do hai điều. Thứ nhất, một số họ chưa được đồng hóa cấp bậc do chưa thực hiện tốt nhiệm vụ, vẫn bị bảo lưu chờ xem xét (trường hợp của Filipp Zhmachenko). Thứ hai, vào thời điểm đồng hóa hàng loạt cấp bậc mới, một số Kombrig đã bị cầm tù, và trước khi Thế chiến thứ hai bắt đầu, họ chưa được xem xét đồng hóa cấp bậc mới (trường hợp của Aleksandr Gorbatov). Ngoài ra, một số cán bộ chuyên môn công tác trong quân đội cấp sư đoàn hoặc quân đoàn vẫn còn được bổ nhiệm với cấp bậc tương tự Kombrig cho đến tận năm 1942 (trường hợp của Leonid Brezhnev). Mãi đến ngày 8 tháng 2 năm 1943, việc đồng hóa cấp bậc mới hoàn thành. Theo quy định, những người từng giữ các chức danh như vậy được đồng hóa hoàn toàn sang cấp bậc Đại tá của ngành chuyên môn tương ứng, một số ít được thăng lên cấp Thiếu tướng.

## Cấp hiệu

Overcoat collar patch (big)
Jacket collar patch and Gymnastyorka
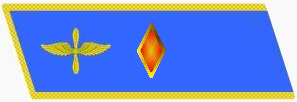
... Air Force
Chevron/ sleeve insignia